# Wolfram Mey
Wolfram Mey, född den 1 mars 1953 i Arnstadt, är en tysk entomolog specialiserad på fjärilar.
Auktorsnamnet Mey kan användas för Wolfram Mey i samband med ett vetenskapligt namn inom zoologin; se Wikipedia-artiklar som länkar till auktorsnamnet.